# Zeelstraat
De Zeelstraat is een straatnaam en heuvel in de Vlaamse Ardennen gelegen ten zuiden van Zulzeke en ten noorden van Ronse in de Belgische provincie Oost-Vlaanderen.
De Zeelstraat start aan de voet van de gehele beklimming van de Hoogberg-Hotond en loopt deels samen met de helling Kuithol. Aan de voet stroomt ook de Kuitholbeek. De top is gesitueerd op de verbindingsweg N60 tussen Oudenaarde en Ronse. Op ongeveer 2/3 van de klim gaat de helling Kuithol naar links.

## Wielrennen
De helling wordt voor in 2022 voor het eerst opgenomen in Dwars door Vlaanderen.